# Cecropia schreberiana
Cecropia schreberiana är en nässelväxtart som beskrevs av Friedrich Anton Wilhelm Miquel. Cecropia schreberiana ingår i släktet Cecropia och familjen nässelväxter.

## Underarter
Arten delas in i följande underarter:
- C. s. antillarum
- C. s. schreberiana